# Chiesa di Santa Lucia a Settimello
La chiesa di Santa Lucia a Settimello si trova nel comune di Calenzano, località Settimello.

## Storia e descrizione
Documentata dal X secolo, fu rimodernata nella prima metà del Settecento con un sobrio aspetto barocco ad un'ampia navata con finestrone in facciata e portico scandito da pilastri ed archi, poi nell'Ottocento quando fu riedificato il campanile (1814) e all'inizio del XX secolo.
All'interno si conserva una scultura in terracotta policroma raffigurante Santa Lucia di Benedetto Buglioni (1507).
Sull'altare maggiore è collocato un Crocifisso ligneo di Baccio da Montelupo (inizi XVI secolo.). Di particolare interesse la decorazione a grottesche del XVII secolo in alcune stanze della canonica, restaurata alla metà dell'Ottocento.
Nella chiesa è stata collocato l'affresco con la Madonna col Bambino di Pietro di Miniato (XV secolo), già nel Tabernacolo di Spazzavento.